# Доспехи Бога
«Доспехи Бога» (англ. Armour of God; кит. 龍兄虎弟, дословно — «Дракон — старший брат, тигр — младший брат») — гонконгский приключенческий кинофильм 1986 года с боевыми искусствами, снятый Джеки Чаном, который также исполнил главную роль (Джеки Чан чуть не лишился жизни на съёмочной площадке во время исполнения одного из трюков).

## Сюжет
Джеки — искатель приключений, охотник за сокровищами по прозвищу «Азиатский ястреб». Он похищает в Африке ритуальный меч и выставляет его на продажу в Европе. Меч, как выясняется, является частью древних Доспехов Бога, из которых сохранилось только пять предметов. Уничтожение доспехов Бога, по легенде, приведёт к правлению сил Зла на Земле. У этого мистического Зла есть свои последователи — служители некоего культа, которые укрываются в неприступном высокогорном монастыре в Европе. Эти сектанты, прикрываясь одеяниями смиренных монахов, занимаются продажей наркотиков и жаждут заполучить все пять предметов, два из которых у них уже есть. Ещё три, включая меч, хранятся у богатого коллекционера. Понимая, что лишь Джеки способен достать недостающие Доспехи, приспешники тёмных сил похищают его старую подружку по имени Лорелай и требуют за неё выкуп — те самые доспехи.
Джеки спешит на помощь к Лорелай, но не в одиночку, а со своим старым товарищем Аланом, который состоит в отношениях с Лорелай. Коллекционер разрешает Джеки взять доспехи, но с условием, что тот вернёт ему все пять частей доспехов. На всякий случай с Джеки и Аланом отправляется Мэй — дочь коллекционера. Вместе они вычисляют логово сектантов и пробираются туда под видом монахов. В монастыре их план раскрывают, но лидеры культа решают не мешать Джеки и его друзьям. Предварительно накачав похищенную девушку одурманивающим наркотиком, сектанты дают ей установку — она должна уколоть «Азиатского ястреба» шприцем с тем же препаратом, а потом вместе с ним принести недостающие доспехи.
После этого Джеки с товарищами вырывают девушку из рук монахов, привозят в безопасное место и устраиваются на ночлег. Лорелай по ошибке делает укол не Джеки, а Алану, и они уносят три части доспехов в монастырь. Ястреб и Мэй обнаруживают пропажу. Джеки решает вернуть все доспехи и своих одурманенных друзей. В одиночку он пробирается к сектантам, вызволяет из темницы Алана с подружкой, сражается с монахами и добирается до зала со всеми пятью Доспехами, где вступает в бой с четырьмя хранителями — темнокожими мужеподобными женщинами-воинами, а затем взрывает кучу динамитных шашек и чудом спасается через пещеру. В конце фильма — эффектный прыжок со скалы на проплывающий мимо воздушный шар, которым управляет Мэй.

## В ролях
| Актёр            | Роль                        |
| ---------------- | --------------------------- |
| Джеки Чан        | Джеки («Азиатский ястреб»)  |
| Алан Там         | Алан                        |
| Розамунд Кван    | Лорелай                     |
| Лола Форнер      | Мэй                         |
| Божидар Смилянич | граф Бэннон                 |
| Кен Бойл         |                             |
| Джон Ладальский  | главный лама                |
| Кенни Би         | вокалист группы неудачников |

## Песни из фильма
Песни в фильме исполняются исполнителями главных ролей — Джеки Чаном и Аланом Тамом.
- «High Upon High» (кит. 再闖新高峰) — исп. Джеки Чан, Алан Там
- «Midnight Rider» (кит. 午夜騎士) — исп. Алан Там
- «Friend of Mine» (кит. 朋友) — исп. Джеки Чан, Алан Там
- «Lorelei» (кит. 暴風女神) — исп. Алан Там

## Выход фильма и сборы
Премьера Доспехов Бога состоялась летом 1986 года в Японии. В Гонконге же фильм вышел спустя полгода, 21 января 1987 года, и собрал там 35 469 408 $HK.

## Критика
На сайте Rotten Tomatoes фильм был в целом положительно оценён и получил рейтинг 78 %.

## Награды и номинации
7-я Гонконгская кинопремия (1988). Номинация в категории:
- Лучшая постановка боевых сцен — Ассоциация каскадеров Джеки Чана[англ.], Лау Кавин[англ.], Бренди Юнь[4]